# Treasure Island, Ontario
Treasure Island är en ö i Kanada.   Den ligger i provinsen Ontario, i den sydöstra delen av landet, 500 km väster om huvudstaden Ottawa.
Runt Treasure Island är det mycket glesbefolkat, med 6 invånare per kvadratkilometer.